# Chromosom submetacentryczny
Chromosom submetacentryczny – chromosom, w którym centromer położony jest w pobliżu środka chromosomu, ale nie w środku, co sprawia, że podczas metafazy i anafazy przybiera kształt litery L. Położenie centromeru jest stałe, dlatego chromosom submetacentryczny wykazuje ten sam kształt we wszystkich komórkach danego osobnika. Typ budowy danego chromosomu może być cechą stałą dla gatunku, a nawet rodzaju, a tym samym może mieć znaczenie dla systematyki zwierząt i roślin.